# Malcolm mittendrin
Malcolm mittendrin (Originaltitel: Malcolm in the Middle) ist eine US-amerikanische Sitcom des US-Senders Fox. Zwischen 2000 und 2006 wurden in sieben Staffeln insgesamt 151 Episoden produziert und im Fernsehen ausgestrahlt.
Sie erzählt die Geschichte einer Familie der US-amerikanischen unteren Mittelschicht; Mutter, Vater und vier (später fünf) Söhne aus dem fiktiven Vorort Newcastle. Neben einer Reihe von Parallelhandlungen des ältesten Sohnes Francis ist vor allem in den ersten Staffeln das Hauptthema die Auseinandersetzung des drittältesten Sohnes Malcolm mit seiner Hochbegabung und deren Auswirkung auf sein Leben.
Im Dezember 2024 gab der Hauptdarsteller Frankie Muniz bekannt, dass der Streamingdienst Disney+ vier weitere Folgen produzieren wird, in denen neben Muniz auch Bryan Cranston und Jane Kaczmarek erneut ihre Rollen aufnehmen werden.

## Figuren

### Malcolm
Malcolm ist der Protagonist der Serie. Zum Beginn der Serie erkennt seine Lehrerin, dass er einen IQ von 165 hat und somit hochbegabt ist. Also schickt sie ihn in die Hochbegabtenklasse. Zum Anfang der Serie wird er noch als Hochbegabter dargestellt, der nicht viele Freunde hat. Im weiteren Verlauf der Serie ähnelt er immer mehr seinem älteren Bruder Reese. Zwar ist Malcolm immer noch äußerst intelligent, jedoch verbringen er und Reese viel Zeit damit, ihrem Bruder Francis nachzueifern, indem sie Unsinn machen und ihre Familie in Schwierigkeiten bringen. Er ist die einzige Figur in der Serie, die gelegentlich die Vierte Wand durchbricht, indem er direkt den Zuschauer anspricht und die Geschehnisse kommentiert. Außerdem hat Malcolm ein fotografisches Gedächtnis, was in mehreren Folgen thematisiert wird.

### Lois
Lois ist die resolute, jähzornige und strenge Mutter der Jungen und Hals Ehefrau. Sie arbeitet als Verkäuferin bei Lucky Aide, einem örtlichen Supermarkt. Bei der Erziehung geht sie sehr streng vor, sie ist meist rechthaberisch, kontrollierend und der Überzeugung, jede Auseinandersetzung gewinnen zu müssen. In einer Rückblende erfährt man, dass sie erst zu der Zeit, als Francis ein Kleinkind war, diese Verhaltensweisen entwickelt hat und vorher einen vollkommen gegenteiligen Charakter hatte.

### Hal
Hal ist Lois’ Ehemann und Vater der Jungs. Er ist in Lois vernarrt und wird immer wieder als Sexbesessener dargestellt, was Lois allerdings gefällt. Sein Charakter schwankt zwischen den Typen „unreifer Halbstarker“ und „bemühter Vater“. Außerdem ist er sehr emotional und bricht schnell und oft in Tränen aus oder schreit sehr laut. Er ist meist angespannter als Lois, hauptsächlich durch die Angst, durch irgendeine falsche Entscheidung einen Fehler zu begehen. Entwickelt er mal ein Hobby, so steckt er oft sein ganzes Können hinein, bricht es meist aber schnell wieder ab.

### Dewey
Dewey ist bis zur Geburt Jamies der jüngste Sohn und leidet am meisten unter Malcolm und Reese, welche ihn oft verprügeln. So flüchtet er sich in seine eigene Welt, spricht mit Fliegen, spielt mit seinen imaginären Freunden und wird mehr oder weniger als Eigenbrötler in der Familie dargestellt. Diese beachtet ihn kaum. Er hat ein sehr ausgeprägtes musikalisches und künstlerisches Talent.

### Reese
Reese ist der zweitälteste Sohn. Ihm fehlt es an Intelligenz, dafür ist er ein rücksichtsloser Raufbold. Reese ist zudem ein sehr guter Koch. Er findet vorübergehend eine Arbeit als Fleisch-Abpacker, die ihm viel Spaß bereitet. Nach seinem High-School-Abschluss zieht er mit Craig zusammen und wird Hausmeister an seiner ehemaligen High School. Dummheit, Athletik und die Folgen von Lois’ Erziehung machen ihn zum US-amerikanischen Urbild des jugendlichen Schlägers, der alle Hoffnung auf seine körperlichen Fähigkeiten setzt und zweifelhafte Vorstellungen von der Welt hat.

### Francis
Francis ist der älteste Sohn der Familie, der insbesondere für Reese und Malcolm ein Vorbild ist, aber auch von Dewey vergöttert wird. Für die meisten Dinge, die in seinem Leben schiefgehen, macht er seine Mutter Lois verantwortlich. Nachdem er in einer Kadettenanstalt in Alabama war, reiste er nach Alaska, wo er Piama kennengelernt und bereits nach drei Wochen geheiratet hat.

### Jamie
Jamie ist das Baby, das Lois am Ende der vierten Staffel zu Hause zur Welt bringt. Er spricht kaum ein Wort und quengelt – ungewöhnlich für sein Alter und die Familie – kaum herum.

## Der Nachname der Familie
Der Nachname der Familie wurde nur einmal in der Serie gezeigt: In der ersten Folge der ersten Staffel trägt Francis den Schriftzug „Wilkerson“ auf seiner Schuluniform. Außerdem kommt in dem Originalskript der ersten Folge ein Scherz vor, der den Namen enthält. In diesem Skript geht Malcolm gerade zur Schule, als ein Nachbarskind hergelaufen kommt und schreit: „Malcolm, Malcolm, Malcolm. Ich habe mit meinen Eltern letzte Nacht gesprochen. Und wir fragen uns: Wie ist dein Nachname?“ „Wilkerson, warum?“, antwortet Malcolm. „Aha, und wer sind dann die Parias?“ Der Scherz wurde schließlich herausgeschnitten. Eine Theorie, warum der Nachname der Familie nie explizit erwähnt wird, ist, dass die Produzenten sie nicht als eine normale Familie festlegen wollten und hofften, dass nur Menschen, die sich diese Folge wiederholt angesehen haben, Francis’ Namensschild bemerken würden. Ein Trailer des britischen Senders Sky One Anfang 2006 riet den Zuschauern, ihre Zeit mit den Simpsons und „den Wilkersons“ zu verbringen, und wies auf die Sonntagabendfolgen der beiden Serien hin. Ein anderer Trailer wurde gezeigt, um die letzte Staffel von 24 und Malcolm mittendrin zu bewerben. Er lautete: „Sag ‚Auf Wiedersehen‘ zu den Wilkersons.“ Bryan Cranston behauptet auf seiner Homepage, die Crew scherze regelmäßig über den Familiennamen, sodass der Nachname im Moment „Nolastname“ sei. Während der letzten Folge lässt Francis kurz vor Schluss einen Angestellten-Ausweis auf den Boden fallen. Dieser zeigt deutlich seinen Namen als „Francis Nolastname“. Dies ist entweder eine Anspielung auf den Scherz der Filmcrew oder zeigt, dass die Familie tatsächlich ohne einen Nachnamen konzipiert war. Als Malcolm in derselben Folge aufgerufen wird, um die High-School-Abschlussrede vorzutragen, hört man seinen Familiennamen wegen einer Rückkopplung des Mikrofons nicht. In der Internet Movie Database wird der Nachname mit „Wilkerson“ angegeben.

## Ablauf einer Folge
Jede Folge von Malcolm mittendrin (bis auf den jeweiligen ersten Teil einer Doppelfolge) beginnt mit einem kurzen Intro, welches nur selten etwas mit der eigentlichen Handlung der Folge zu tun hat, sondern oft nur den Alltag der Familie darstellen soll. Anschließend  folgt in jeder Folge ein aus verschiedenen Szenen früherer Episoden von Malcolm mittendrin sowie aus Filmen und älteren Folgen von US-amerikanischen Sendungen zusammengeschnittener Vorspann mit dem Titellied „Boss of Me“ der Band They Might Be Giants. Zudem variiert die Titelmelodie in den ersten beiden Folgen der ersten Staffel etwas.
Weiterhin verläuft in den meisten Episoden neben dem hauptsächlichen Handlungsstrang ein weiterer, die jedoch beide nicht inhaltlich zusammenhängen. Meist ist es dabei ein Handlungsstrang mit der eigentlichen Familie und einer mit Francis’ Erlebnissen, wie z. B. seine Zeit auf der Militärakademie oder der Ranch.

## Absetzung der Serie und Neuauflage
Am 17. Januar 2006 wurde die letzte Folge der Serie in den USA ausgestrahlt. Hauptgrund waren die schlechten Quoten. 3,56 Millionen Zuschauer verfolgten die Serie in ihrer letzten Staffel, während es in der ersten mit 15,23 Millionen Zuschauern noch mehr als das Vierfache waren.
Allerdings kamen noch andere Faktoren hinzu, die die Produktion sehr erschwert hätten. Hauptdarsteller Frankie Muniz wollte seit längerer Zeit die Serie verlassen. Auch Linwood Boomer, der Regisseur, Produzent und Autor der Sitcom, kündigte nach der sechsten Staffel. Ein weiterer wichtiger Produzent (Michael Glouberman) gab bekannt, dass er ebenfalls die Serie nach der siebten Staffel verlassen würde. Somit war das Ende der Serie bereits vorher abzusehen.
Nachdem bereits seit 2016 Bryan Cranston immer wieder betont hatte, dass die Serie in irgendeiner Form in Zukunft weitergeführt werden könnte, meldeten sich die Hauptdarsteller Frankie Muniz, Bryan Cranston und Jane Kaczmarek in einer Videobotschaft Mitte Dezember 2024 zu Wort und verkündeten, dass Disney+ vier weitere Folgen produzieren werde. Der Präsident der Produktionsfirma Disney+ Branded Television, Ayo Davis, bestätigte dies später. Die Handlung dreht sich um Malcolm, der mittlerweile eine Tochter hat und zum 40. Jahrestag von Hal und Lois nach Hause gerufen wird, da sie dringend seine Anwesenheit verlangen. Mit Ausnahme von Erik Per Sullivan, dem Darsteller von Dewey in der Serie, sind alle Hauptdarsteller der Originalbesetzung auch in der Neuverfilmung zu sehen. Dewey wird mit dem Schauspieler Caleb Ellsworth-Clark neu besetzt. Jamie, der in der Originalserie noch als Baby und Kleinkind ein Publikum fand, wird vom Schauspieler Anthony Timpano verkörpert.
Neue Charaktere sind Malcolms Tochter Leah, die von Keeley Karsten verkörpert wird sowie Vaughan Murrae, die das jüngste Mitglied der Familie und Malcolms Schwester Kelly verkörpern wird.

## Sonstiges
- Frankie Muniz, der Malcolm darstellt und Protagonist der Serie ist, spielt in 150 der 151 Episoden mit. Die eine Episode, in der er nicht mitspielt, ist „Schlechte Eltern“ aus der 4. Staffel. Dabei handelt es sich um eine Rückblick-Episode: Malcolm ist zwar in einigen Rückblenden zu sehen, jedoch in keiner neu gedrehten Einstellung.
- Muniz ist älter als Justin Berfield, welcher Malcolms älteren Bruder Reese darstellt.
- Die Mannkusser sind nur in der deutschen Version Dänen, ansonsten Deutsche. Dass sie im Original Deutsche sind, kann man auch in der deutschen Version erkennen, denn als Francis mit Ottos Neffen Björn in der Folge Der Rauswurf (Staffel 4, Folge 12) spricht, benutzt er ein Englisch-Deutsches Wörterbuch.
- Zwischen den Szenenwechseln ist manchmal das Geräusch einer zufallenden Zimmertür zu hören.
- Ein Running Gag in der dritten Staffel ist in einigen Folgen das Auftauchen von Deweys Hamster, der in einer mit Nahrung gefüllten Hamsterkugel auf der Straße davonrollt und im Laufe der Staffel immer wieder im Hintergrund zu sehen ist. Bis zum Ende der Staffel schafft er es bis nach Alaska. Im Laufe der Staffel wird dabei der Nahrungsvorrat in der Kugel weniger, und der Hamster immer dicker.
- In der Folge Cliquenkampf (3. Staffel) versucht Hal andauernd, den raffinierten Domino-Parcours von Dewey umzuwerfen, doch Reese hindert ihn daran, da er sonst der Schuldige wäre. Daraufhin baut Hal seinen eigenen Domino-Parcours auf. Die Dominoreihe fällt dann, weil die Tür zu hart zugeschlagen wird. Diese Sequenz wurde von mehreren Kameras ohne digitale Bearbeitung aufgenommen. Jedoch kann man im 16:9-Format erkennen, wie Teile des Parcours nachträglich mit der Hand angestoßen wurden, z. B. beim Schnitt der Vollaufnahme der Flagge der USA zur Nahaufnahme eben dieser.
- Der Song Better Days von Citizen King wird sowohl am Ende der ersten als auch der letzten Folge gespielt. In der zweiten Staffel werden mehrere Titel der Band Titan gespielt.
- Merrin Dungey, die später Stevies Mutter darstellte, spielte in der ersten Folge eine von Malcolms Lehrerinnen.
- Die Serie wurde in Single-Camera-Produktionsweise erstellt, bis 2000 war die Mehrkamera-Produktion der Standard für Sitcoms.
- Als Hal sein Amt als Nachbarschaftsvorsitzender antritt, wird der Name der fiktiven Großstadt verraten, in der die Serie spielt. Er lautet „Newcastle“.
- Die Rolle des Jamie wurde anfangs nicht von James und Lukas Rodriguez, sondern von anderen namentlich unbekannten Kindern verkörpert. Erst ab der Folge Hal und die Bodybuilder (Staffel 6) wurde die Rolle des Jamie von den beiden gespielt.
- Auffällig ist die Verwendung von Kleidung der Marke Puma (Produktplatzierung) – besonders bei der Kleidung von Reese. Auch die Markenlogos von Tommy Hilfiger und Rockstar Games werden einige Male gezeigt.
- Ein weiterer Running Gag ist, dass (besonders in den ersten drei Staffeln) Francis überwiegend über das Telefon Kontakt zu seiner Familie hat.

## Besetzung und Synchronisation

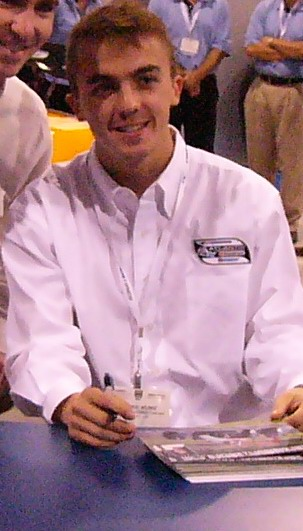
Frankie Muniz spielt Malcolm
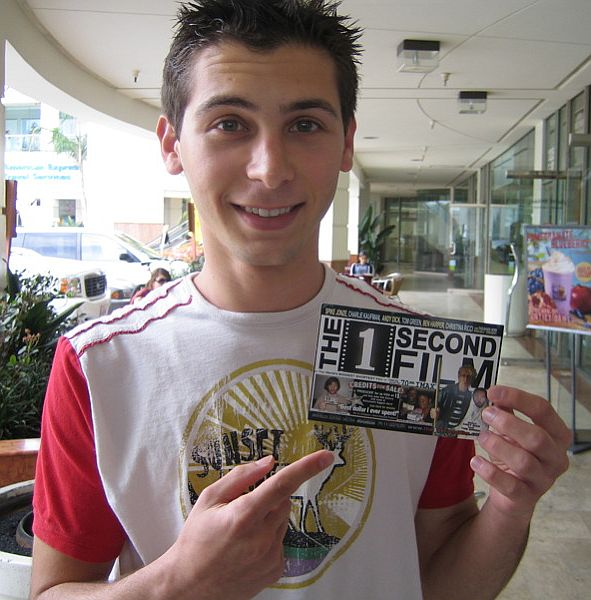
Justin Berfield spielt Reese
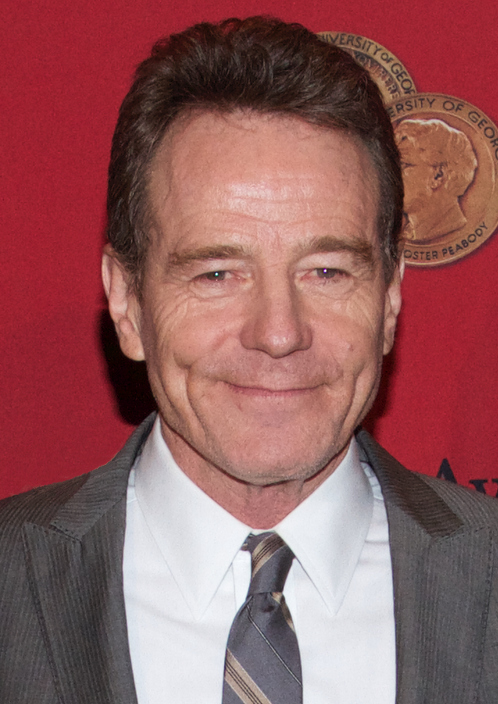
Bryan Cranston spielt Hal
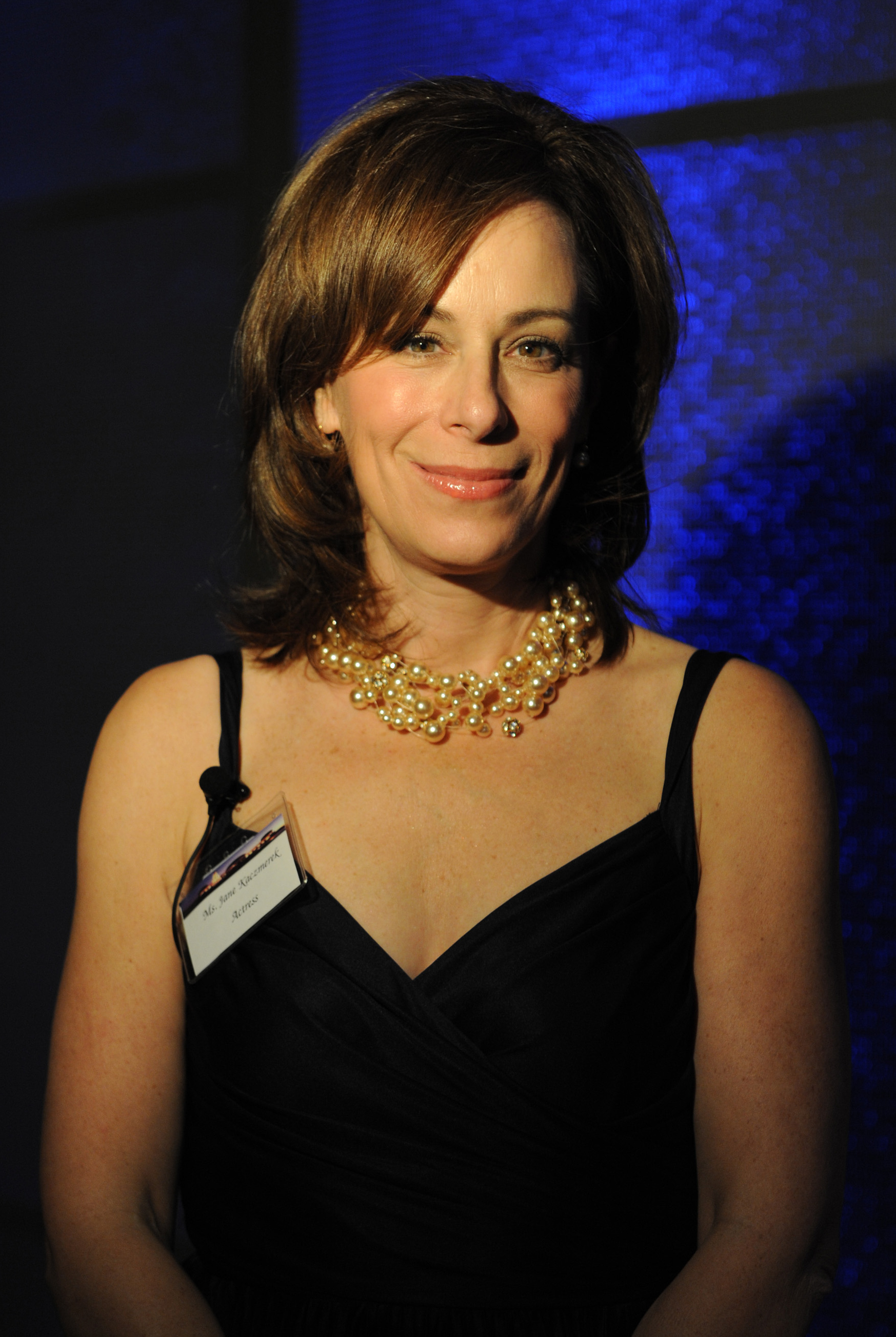
Jane Kaczmarek spielt Lois

### Hauptbesetzung
| Rolle   | Schauspieler | Synchronsprecher     | Episoden                                                                  | Episodenzahl |
| ------- | --- | -------------------- | ------------------------------------------------------------------------- | ------------ |
| Malcolm | Frankie Muniz | Wilhelm-Rafael Garth | 1.01–4.16, 4.17 1, 4.18–7.22                                              | 150          |
| Dewey   | Erik Per Sullivan | Kevin Winkel         | 1.01–7.22                                                                 | 151          |
| Reese   | Justin Berfield | Nick Forsberg        | 1.01–7.22                                                                 | 151          |
| Francis | Christopher Masterson | Sebastian Schulz     | 1.01–5.22, 6.05–6.06, 6.08, 6.14, 6.16, 6.20–6.21, 7.07, 7.12, 7.15, 7.22 | 118          |
| Hal     | Bryan Cranston | Bodo Wolf            | 1.01–7.22                                                                 | 151          |
| Lois    | Jane Kaczmarek | Martina Treger       | 1.01–3.18, 3.19 1, 3.20–4.07, 4.09–4.11, 4.15–7.22                        | 146          |
| Jamie   | Kallysta und Katalina Adams Kara Sanford und Jessica Sanford (als Baby in den Staffeln 4–5) James und Lukas Rodriguez (ab Staffel 6) | -                    | 4.21–7.22                                                                 | 89           |

### Nebenbesetzung
| Rolle                                     | Schauspieler            | Synchronsprecher                                         | Episoden | Episodenzahl | Beschreibung                                                                        |
| ----------------------------------------- | ----------------------- | -------------------------------------------------------- | --- | ------------ | ----------------------------------------------------------------------------------- |
| Stevie Kenarban                           | Craig Lamar Traylor     | Michael Verona                                           | 1.01, 1.03–1.04, 1.06–1.09, 1.11–1.14, 2.02, 2.04, 2.06, 2.08–2.12, 2.14, 2.17–2-19, 2.23, 3.01–3.02, 3.04–3.05, 3.08, 3.14, 3.16, 3.18, 3.20–3.21, 4.02, 4.04–4.07, 4.14, 4.16–4.19, 5.02–5.03, 5.05, 5.09, 5.14, 5.17–5.19, 6.05, 6.09, 6.11, 6.14, 7.03, 7.19, 7.22 | 57           | Malcolms bester Freund                                                              |
| Craig Feldspar                            | David Anthony Higgins   | Andreas Fröhlich                                         | 1.02, 1.05, 1.09, 1.14, 2.03, 2.05, 2.07, 2.14, 2.16, 2.21–2.22, 3.09–3.10, 3.13, 3.17, 3.22, 4.05, 4.07, 4.12, 4.15, 4.18–4.19, 4.21–4.22, 5.02, 5.06–5.07, 5.12, 5.17, 5.19, 6.03, 6.09, 6.12, 6.17, 6.20, 7.02, 7.04, 7.20, 7.22                                    | 39           | Arbeitskollege von Lois und Malcolm                                                 |
| Piama Tananahaakna                        | Emy Coligado            | Dorette Hugo                                             | 3.15–3.16, 3.18, 3.21–4.01, 4.03–4.04, 4.07–4.09, 4.16, 4.19–4.21, 5.01, 5.04–5.05, 5.07, 5.14, 5.17–5.18, 5.21–5.22, 6.06, 6.16, 7.15, 7.22 | 29           | (seit St. 3), Francis’ Ehefrau                                                      |
| Eric Hansen                               | Eric Nenninger          | Johannes Albrecht (Staffel 1) Marcel Collé (Staffel 2–3) | 1.16–2.01, 2.08, 2.10–2.11, 2.13, 2.15–2.18, 2.22, 2.24, 3.01, 3.03, 3.05–3.06, 3.08–3.12, 3.14, 3.16–3.18, 3.20, 3.22, 4.17 1 | 28           | (St. 1–3), Francis’ Mitschüler und späterer Arbeitskollege                          |
| Otto Mannkusser (dt. Mortensen)           | Kenneth Mars            | Stefan Gossler                                           | 4.01–4.02, 4.04–4.06, 4.08, 4.11–4.16, 4.19, 4.22–5.01, 5.03, 5.05, 5.07–5.11, 5.14, 5.16, 5.19 | 25           | (St. 4–5), deutscher (in der deutschen Version dänischer) Rancher und Francis’ Chef |
| Lloyd Jensen                              | Evan Matthew Cohen      | Till Völger                                              | 1.08, 1.12, 1.14, 2.02, 2.06, 2.08–2.12, 2.14, 2.17–2.19, 2.24, 3.02, 3.04–3.05, 3.09, 3.14, 3.21, 4.02, 4.16, 4.20–4.21 | 25           | (St. 1–4), Klassenkamerad und guter Freund von Malcolm und Stevie                   |
| Dabney Hooper                             | Kyle Sullivan           | Nico Sablik                                              | 1.08, 1.12, 1.14, 2.02, 2.06, 2.08–2.12, 2.14, 2.17–2.19, 2.24, 3.02, 3.04–3.05, 3.09, 3.14, 3.21, 4.02, 4.14, 4.16 | 24           | (St. 1–4), Klassenkamerad und guter Freund von Malcolm und Stevie                   |
| Abraham „Abe“ Kenarban                    | Gary Anthony Williams   | Reinhard Scheunemann                                     | 1.06, 2.04, 2.23, 3.01, 3.08, 3.18, 3.20, 4.11, 4.20–4.21, 5.03, 5.17, 6.03, 6.05, 7.03, 7.14, 7.17, 7.22 | 18           | Stevies Vater und Hals bester Freund                                                |
| Kommandant Edwin Spangler                 | Daniel von Bargen       | Roland Hemmo                                             | 1.04, 1.10, 1.12, 1.14, 1.16, 2.04, 2.09, 2.11–2.13, 2.17, 2.22, 3.01–3.02, 3.17, 4.17 1 | 15           | (St. 1–3), Leiter von Francis‘ Militärschule                                        |
| Eraserhead (Kyle)                         | Will Jennings           | Sandro Blümel                                            | 1.01, 1.03–1.04, 1.08, 1.11–1.12, 1.14, 2.02, 2.06, 2.09, 2.11, 2.14 | 12           | (St. 1–2), Klassenkamerad von Malcolm und Stevie                                    |
| Kadett Joe                                | Kasan Butcher           | Fabian Schwab (Staffel 1) Tobias Müller (Staffel 2)      | 1.16–2.01, 2.04–2.06, 2.08–2.11, 2.15–2.16, 2.22 | 12           | (St. 1–2), Kadett an Francis‘ Militärschule                                         |
| Kadett Drew Horton                        | Drew Powell             | Tobias Kluckert (Staffel 1) Olaf Reichmann (Staffel 2)   | 1.02, 1.05, 1.10, 1.13–1.14, 2.04, 2.08, 2.11, 2.15, 2.17, 2.22 | 11           | (St. 1–2), Kadett an Francis‘ Militärschule                                         |
| Pete                                      | Sandy Ward              | Werner Ehrlicher                                         | 3.05–3.06, 3.08–3.14, 3.20, 3.22 | 11           | (St. 3), Francis’ Arbeitskollege in Alaska                                          |
| Ida                                       | Cloris Leachman         | Hannelore Fabry                                          | 2.15, 3.07, 4.09, 4.20–4.21, 5.11, 5.20, 6.14, 6.18, 7.11, 7.22 | 11           | Lois’ Mutter                                                                        |
| Gretchen Mannkusser (dt. Grete Mortensen) | Meagen Fay              | Sonja Deutsch                                            | 4.01, 4.06, 4.08, 4.12–4.13, 4.15–4.16, 5.01, 5.07, 5.09–5.10 | 11           | (St. 4–5), Ottos Frau                                                               |
| Caroline Miller                           | Catherine Lloyd Burns   | Irina von Bentheim                                       | 1.01, 1.03–1.04, 1.08–1.12, 2.08–2.09 | 10           | (St. 1–2), Malcolms Lehrerin                                                        |
| Artie                                     | John Ennis              | Dennis Schmidt-Foß                                       | 3.06, 3.08–3.12, 3.14, 3.20, 3.22 | 9            | (St. 3), Francis’ Arbeitskollege in Alaska                                          |
| Kadett Ken Finley                         | Arjay Smith             | Julien Haggège                                           | 1.06, 1.14, 2.01, 2.04, 2.07, 2.13, 2.16–2.17, 3.01 | 9            | (St. 1–3), Kadett an Francis‘ Militärschule                                         |
| Lionel Herkabe                            | Chris Eigeman           | Bernd Vollbrecht                                         | 3.02, 3.09, 3.21, 4.02, 4.16, 5.05, 6.13, 6.22, 7.09 | 9            | (St. 3–7), Malcolms Lehrer an der Junior High School und der High School            |
| Kadett Stanley Winn                       | Karim Prince            | Robin Kahnmeyer                                          | 1.02, 1.04–1.07, 1.09–1.10, 1.13 | 8            | (St. 1), Francis’ bester Freund an der Militärschule                                |
| Lavernia                                  | Brenda Wehle            | Kerstin Sanders-Dornseif                                 | 3.05–3.06, 3.08, 3.11–3.12, 3.16, 3.22 | 7            | (St. 3), Francis’ Chefin in Alaska                                                  |
| Malik                                     | Dan Martin              | Lutz Schnell                                             | 3.08, 3.18, 4.11, 4.20–4.21, 6.03, 7.17 | 7            | (St. 3–4, 6–7), Hals und Abes Poker-Freund                                          |
| Trey                                      | Alex Morris             | Karl Schulz                                              | 3.08, 3.18, 4.11, 4.20–4.21, 6.03, 7.17 | 7            | (St. 3–4, 6–7), Hals und Abes Poker-Freund                                          |
| Steve                                     | Jonathan Craig Williams | Christian Olsen                                          | 3.08, 3.18, 4.11, 4.20–4.21, 6.03, 7.17 | 7            | (St. 3–4, 6–7), Hals und Abes Poker-Freund                                          |
| Brian                                     | Edward James Gage       | Andreas Hosang                                           | 3.08, 3.18, 4.11, 4.20–4.21, 6.03, 7.17 | 7            | (St. 3–4, 6–7), Hals und Abes Poker-Freund                                          |
| Chad                                      | Cameron Monaghan        | Sebastian Kluckert                                       | 5.18, 6.02, 6.07, 6.11, 6.15, 6.21 | 6            | (St. 5–6), Deweys Klassenkamerad                                                    |
| Richie                                    | Todd Giebenhain         | Simon Jäger                                              | 1.03, 1.15, 2.05, 2.11, 2.19, 3.09 | 6            | (St. 1–3), Francis’ Schulfreund                                                     |
| Kitty Kenarban                            | Merrin Dungey           | Almut Zydra                                              | 1.06, 2.04, 2.23, 3.01, 6.05 | 5            | (St. 1–3, 6), Stevies Mutter                                                        |
| Dave                                      | Richard Gross           | Kaspar Eichel                                            | 3.05–3.06, 3.10, 3.13, 3.21 | 5            | (St. 3), Holzfäller und Francis’ Arbeitskollege in Alaska                           |
| Ed                                        | Paul Willson            | Helmut Gauß                                              | 1.02, 1.04, 3.16, 5.08 | 4            | (St. 1, 3, 5), Nachbar der Familie                                                  |
| Polly                                     | Julie Hagerty           | Cathlen Gawlich                                          | 5.02, 5.06, 5.10, 5.17 | 4            | (St. 5), Jamies Babysitter                                                          |
| Cynthia Sanders                           | Tania Raymonde          | Adak Azdasht                                             | 2.12, 2.18, 3.14, 4.02 | 4            | (St. 2–4), Malcolms Schulkameradin aus der Hochbegabtenklasse                       |
| Jessica                                   | Hayden Panettiere       | Catrin Dams                                              | 4.13, 6.04, 7.05–7.06 | 4            | (St. 4, 6–7), Malcolms Schulkameradin und Nachbarin                                 |

## Gastauftritte
- Justin Pierce (Tobias Kluckert 1), als Justin ein Freund von Francis und Richie in den Folgen „Allein zu Haus“ (Staffel 1, Episode 3) und „Immer wieder Sonntag“ (Staffel 1, Episode 15)
- Beatrice Arthur (Beate Hasenau) als Babysitterin von Dewey, die sich beim Tanzen mit Dewey übernimmt und im Rettungswagen ins Krankenhaus kommt in Episode Wasserspiele, Teil 1 (Staffel 1, Episode 16)
- Hallee Hirsh (Millie Forsberg) als Jessica in der Episode Der Verkehrstau (Staffel 2, Episode 1), Malcolms Freundin als die Familien der beiden, auf dem Heimweg von dem Wasserpark-Ausflug zusammen im Stau stecken
- Susan Yeagley (Ilona Otto) als Krankenschwester und Schwarm von Francis in Der Alpha-Idiot (The Bully) (Staffel 2, Episode 10)
- Dakota Fanning (Olivia Büschken) als Nachbarskind Emily, das mit Vorliebe Reese beißt, in Neue Nachbarn, (Staffel 2, Episode 13)
- Michael Welch (Hannes Maurer) als Josh, Sohn der neuen Nachbarn, der ständig Lügen über Malcolm erzählt in Neue Nachbarn, (Staffel 2, Episode 13)
- Robert Loggia (Jochen Schröder) als Victor, Lois’ vermeintlicher Vater in der Folge Hilfe, Oma und Opa sind da (Staffel 2, Episode 15)
- Ashlee Simpson (Pauline Habermann) als eine Jugendliche auf der Party von Cynthia in der Folge Der Meisterkoch (Staffel 2, Episode 18)
- Matthew McGrory als Lothar, ein Mitarbeiter des Jahrmarkts, in der Folge Lügen haben kurze Beine (Staffel 2, Episode 23)
- Jerry Trainor (Sven Plate) als Kadett Edwards, Angestellter des Militärs in „Großalarm“ (Staffel 2, Episode 24)
- Terry Bradshaw (Jan Spitzer) als Coach Clarence in Das Firmenpicknick 1&2 (Staffel 3, Episoden 11 und 12)
- Heidi Klum, in der Folge Firmenpicknick 1 (Company Picnic: Part 1), (Staffel 3, Episode 11) als Eishockeyspielerin mit desolatem Gebiss
- Magic Johnson, in der Folge Firmenpicknick 1 (Staffel 3, Episode 11) als starke, übergroße Eishockeyspielerin mit der Nummer 32
- Stephen Root (Jürgen Kluckert) als John Pratt, Hals neuer Boss, der ihn allerdings mit Mr. Landon verwechselt in den Folgen: Firmenpicknick 1 und 2 (Company Picnic: Part 1 and 2), (Staffel 3, Episoden 11 und 12)
- Patrick Warburton (Michael Telloke) als Burt Landon, Chef der Firma von Hal, der Lois in ihrem Streit mit der Frau in den Schlamm stößt in Firmenpicknick 1 und 2, (Staffel 3, Episoden 11 und 12)
- Tom Green (Sebastian Christoph Jacob) als Steve, Schwiegervater von Hals neuem Boss in einer Rückblende, in der Folge Firmenpicknick 1 (Company Picnic: Part 1), (Staffel 3, Episode 11)
- Christina Ricci (Anna Carlsson), als Kelly die Tochter von Hals' neuem Boss in einer Rückblende, in der Folge Firmenpicknick 1 (Company Picnic: Part 1), (Staffel 3, Episode 11)
- Bradley Whitford (Viktor Neumann), damals Jane Kaczmareks Ehemann, in Firmenpicknick 1 (Staffel 3, Episode 11)
- Susan Sarandon (Ana Fonell) als eine labile Frau auf dem Picknick, die sich schließlich einen Schlammringkampf mit Lois liefert, Episoden: Firmenpicknick 1 und 2 (Company Picnic: Part 1 and 2), (Staffel 3, Episoden 11 und 12)
- Andy Richter (Stefan Fredrich) als Psychiater Dr. Kennedy, der versucht Malcolm, Reese und Dewey zu Vernunft zu bringen, in Beim Psychiater (Staffel 3, Episode 19)
- Ashley Tisdale als ein Mädchen, welches am Eingang der Kanalisation steht, in Verschworene Geschworene (Staffel 3, Episode 20)
- Shawn Pyfrom als Eddie, Malcolms Freund, als die Begabtenklasse mit der restlichen Schule vermischt wird in der Folge „Cliquenkampf“ (Staffel 3, Folge 21)
- Christopher Lloyd (Lutz Mackensy) als Hals Vater in der Folge Das Familienfest (Family Reunion), (Staffel 4, Episode 3)
- Brenda Strong (Arianne Borbach) als Amelia, Hal's Schwester und Tante der Brüder Das Familienfest (Family Reunion), (Staffel 4, Episode 3)
- David Rasche (Detlef Bierstedt) Anwalt in der Folge Babyalarm (Grandma Sues), Staffel 4, Episode 9
- Jennette Faye McCurdy (Olivia Büschken) als Deweys weibliches Alter Ego Daisy in „Wenn Jungs Mädchen wären“ (Staffel 4, Episode 10) und als Penelope (Victoria Frenz) in „Lehrer in Geiselhaft“ (Staffel 6, Episode 21)
- Danielle Panabaker (Susanne Kaps) als Kathy McCulsky, ein Gast auf der Party von Reese in Sturmfreie Bude (Staffel 4, Episode 18)
- Jason Alexander (Detlef Bierstedt) als Malcolms ebenbürtiger Schachspiel-Partner (Staffel 4, Episode 19)
- David Cassidy (Peter Reinhardt) als Boone Vincent, in der Folge Las Vegas (Staffel 5, Episode 1)
- Marshall Allman (Nico Mamone) als Dylan, Gastgeber der Party in Meisterkoch Reese (Staffel 5, Episode 4)
- Kurtwood Smith (Klaus-Dieter Klebsch), als Schuldirektor von Malcolm in der Folge Der Walzerkönig (Staffel 5, Episode 9)
- Laurie Metcalf (Heike Schroetter), als Lois’ Schwester Susan (Staffel 5, Episode 13)
- Betty White (Christel Merian) als Victors andere Ehefrau Sylvia in Victors zweite Familie, (Staffel 5, Episode 20)
- Rich Piana als einer der Bodybuilder, der Hal begegnet in Hal und die Bodybuilder (Staffel 6, Episode 2)
- Sam Lloyd (Hans Hohlbein), Rechtsanwalt, bzw. Siedlungsverwalter der Wohnsiedlung von Malcolm in Lehrer in Geiselhaft, (Staffel 6, Episode 21)
- Julia Campbell (Andrea Aust), als Donna (Staffel 6, Episode 22)
- Rosanna Arquette (Christin Marquitan), als Schamanin Anita in der Folge Burning Man, (Staffel 7, Episode 1)[2]
- Yvette Nicole Brown als Flughafen-Sicherheitsbeamte in Reeses Braut (Staffel 7, Episode 11)
- Rheagan Wallace, in den Folgen „Reeses Braut 1 + 2“ (als Raduca), (Staffel 7, Episoden 11 und 12)
- Larisa Oleynik, Truppführerin von Reese in der Folge Überraschungsbesuch („Army Buddy“), (Staffel 7, Episode 8)
- George Takei (Helmut Gauß), als er selbst in „Der perfekte Dad“, (Staffel 7, Episode 14)
- Emma Stone (Jill Böttcher), als Diane in der Folge Lois schlägt zurück (Lois Strikes Back) (Staffel 7, Episode 16)
- Lynsey Bartilson (Sonja Spuhl), als Danielle, Tanzpartnerin von Malcolm (Staffel 7, Episode 18)
- Kate Micucci als Heather in Der Anti-Ball (Staffel 7, Episode 21)